# So Many Tears
"So Many Tears" é um single do rapper Tupac Shakur de seu terceiro álbum de estúdio Me Against the World. É conhecida por ser umas das canções mais tristes de 2Pac, com temas sobre dor e sofrimento. A canção alcançou a posição #44 na Billboard Hot 100.